# Botanophila fonsecai
Botanophila fonsecai är en tvåvingeart som beskrevs av Ackland 1989. Botanophila fonsecai ingår i släktet Botanophila och familjen blomsterflugor. Inga underarter finns listade i Catalogue of Life.